# Perses (Hesíodo)
Perses era el hermano del poeta griego Hesíodo. Es mencionado en su obra los Trabajos y días, donde Hesíodo le reprocha su ociosidad y los sobornos a los jueces para conseguir la herencia.